# Каравочка
Каравочка (балка Троицкая, Караичка) — река в России, протекает по Новониколаевскому району Волгоградской области. Устье реки находится в 90 км по левому берегу реки Кардаил. Длина реки составляет 20 км, площадь водосборного бассейна 120 км².

## Данные водного реестра
По данным государственного водного реестра России относится к Донскому бассейновому округу, водохозяйственный участок реки — Бузулук, речной подбассейн реки — Хопер. Речной бассейн реки — Дон (российская часть бассейна).
Код объекта в государственном водном реестре — 05010200412107000007736.